# Friederike Lienig

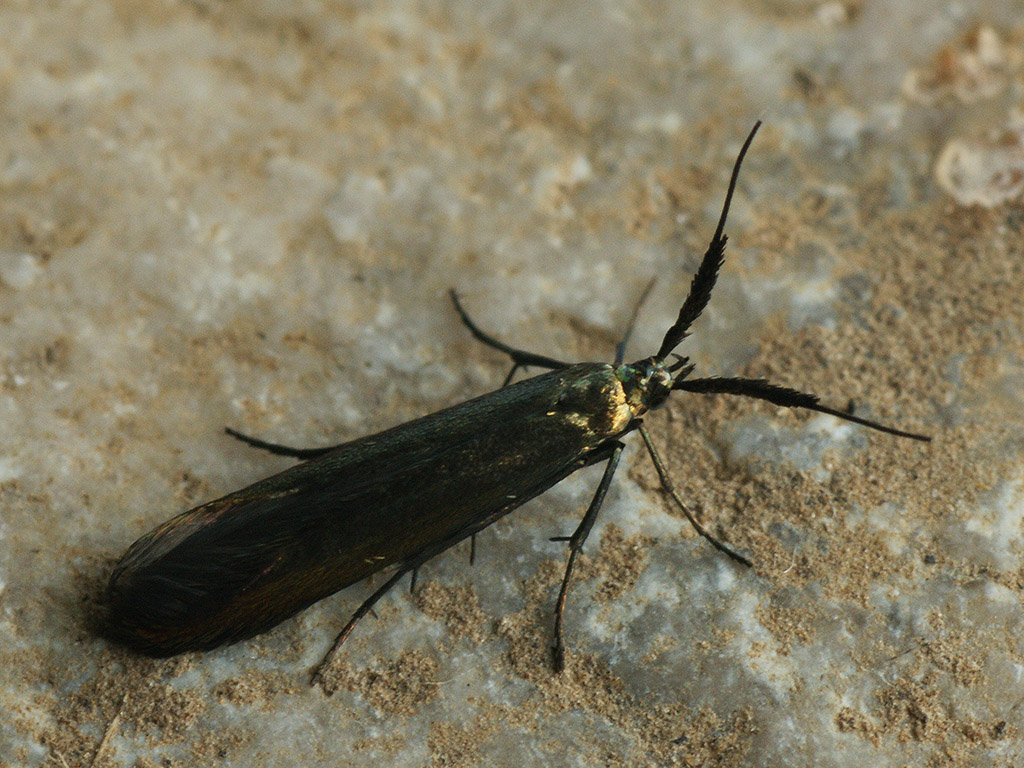
Ejemplar de Coleophora deauratella descubierta y descrita por Friederike Lienig.

Friederike Lienig (8 de diciembre de 1790–7 de junio de 1855) fue una entomóloga letona. Describió múltiples especies como Ortholepis vacciniella, Udea inquinatalis, Argyresthia pulchella y Coleophora deauratella. Hasta cuatro especies de mariposa han sido nombradas en su honor. 

## Obra
- Lepidopterologische Fauna von Livland und Curland (m. Anm. v. P. C. Zeller), en: Isis v. Oken 1846, 175-302